# Cefoperazone
-8-oxo-5-thia-1-azabicyclo[4.2.0]oct-2-ene-2-carboxylic acid
| image = Cefoperazone.svg
| image2 = Cefoperazone ball-and-stick.png
| Drugs.com = Thông tin tiêu dùng chi tiết Micromedex
| MedlinePlus = a601206
| pregnancy_AU = 
| pregnancy_US = 
| legal_AU = 
| legal_CA = 
| legal_UK = 
| legal_US = 
| routes_of_administration = 
| excretion = Hepatic
| CAS_number = 62893-19-0
| CAS_number_Ref = 
| ATC_prefix = J01
| ATC_suffix = DD12
| ATC_supplemental = QJ51DD12
| PubChem = 44185
| DrugBank = DB01329
| DrugBank_Ref =  
| ChemSpiderID = 40206
| ChemSpiderID_Ref =  
| UNII = 7U75I1278D
| UNII_Ref =  
| KEGG = D07645
| KEGG_Ref =  
| ChEMBL = 507674
| ChEMBL_Ref =  
| C = 25
| H = 27
| N = 9
| O = 8
| S = 2
| molecular_weight = 645.67 g/mol
| SMILES = O=C2N1/C(=C(\CS[C@@H]1[C@@H]2NC(=O)[C@@H](c3ccc(O)cc3)NC(=O)N4C(=O)C(=O)N(CC)CC4)CSc5nnnn5C)C(=O)O
| StdInChI = 1S/C25H27N9O8S2/c1-3-32-8-9-33(21(39)20(32)38)24(42)27-15(12-4-6-14(35)7-5-12)18(36)26-16-19(37)34-17(23(40)41)13(10-43-22(16)34)11-44-25-28-29-30-31(25)2/h4-7,15-16,22,35H,3,8-11H2,1-2H3,(H,26,36)(H,27,42)(H,40,41)/t15-,16-,22-/m1/s1
| StdInChIKey = GCFBRXLSHGKWDP-XCGNWRKASA-N
| StdInChIKey_Ref =  
| StdInChI_Ref =  
| verifiedrevid = 443509478
}}Cefoperazone là một kháng sinh cephalosporin thế hệ thứ ba, được phân phối bởi công ty dược phẩm Pfizer dưới tên thương mại Cefobid. Đây là một trong số ít những cephalosporin có hiệu quả trong điều trị nhiễm khuẩn  Pseudomonas, loại đã  kháng hầu hết các loại thuốc kháng sinh khác.
Cefoperazone cũng được sản xuất và sử dụng dưới dạng kết hợp với sulbactam. Trong đó, cefoperazone có tác dụng diệt khuẩn bằng cách ức chế tổng hợp thành tế bào vi khuẩn, còn sulbactam có vai trò ức chế enzym beta-lactamase, từ đó, sự cộng hợp này giúp tăng khả năng diệt khuẩn của cefoperazone với những vi khuẩn có thể sản xuất beta-lactamase.

## Phổ kháng khuẩn
Cefoperazone có phổ kháng khuẩn rộng và đã được sử dụng để điều trị nhiễm trùng đường hô hấp và đường tiết niệu, nhiễm trùng da, và nhiễm trùng đường sinh dục nữ (âm đạo). Nồng độ kìm khuẩn tối thiểu (MIC) cho một số vi khuẩn gây bệnh đáng chú ý:
Haemophilus influenzae: 0.12 - 0.25 µg/ml
Staphylococcus aureus: 0.125 - 32 µg/ml
Streptococcus pneumoniae: ≤0.007 - 1 µg/ml

## Tác dụng phụ
Cefoperazone chứa chuỗi bên N-methylthiotetrazole (NMTT hoặc 1-MTT). Khi đi vào cơ thể, thuốc bị phân giải, từ đó giải phóng ra NMTT tự do, do đó có thể gây ra giảm prothombine trong máu (do ức chế enzyme vitamin K epoxide reductase, giảm vitamin K) và có phản ứng với ethanol tương tự như tác dụng của thuốc disulfiram (Atnabuse), do ức chế enzym aldehyde dehydrogenase.